# Molophilus brownianus
Molophilus brownianus är en tvåvingeart som beskrevs av Alexander 1945. Molophilus brownianus ingår i släktet Molophilus och familjen småharkrankar.
Artens utbredningsområde är Ecuador. Inga underarter finns listade i Catalogue of Life.